# Farroupilha (Rio Grande do Sul)
Farroupilha est une municipalité brésilienne située dans l'État du Rio Grande do Sul. Elle est réputée être un des berceaux de l'immigration italienne au Rio Grande do Sul, ces premières familles sont arrivées vers 1875 de la Province de Milan. La ville a été créée par décret, le 11 décembre 1934, en se séparant de Caxias do Sul.

## Jumelages
La ville est jumelée avec deux communes : 
- Latina[3]
- Cadaval[4]